# Squalene monoossigenasi
La squalene monoossigenasi (squalene epossidasi) è un enzima appartenente alla classe delle ossidoreduttasi, che catalizza la seguente reazione:
squalene + AH2 + O2 ⇄ (S)-squalene-2,3-epossido + A + H2O
L'enzima è una flavoproteina (FAD) che, assieme alla lanosterolo sintasi (numero EC 5.4.99.7), era conosciuta come squalene ossidociclasi da non confondere con lo squalene epossido ciclasi che è l'enzima successivo per la sintesi del lanosterolo nelle cellule fungine.
In ambito medico è molto importante poiché è l'enzima inattivato dalla classe di antimicotici delle Allilamine che così facendo inibisce la biosintesi dell'ergosterolo.